# Guadalupe Rivera Marín
Guadalupe Rivera Marín (Ciudad de México, 23 de octubre de 1924-Ciudad de México, 15 de enero de 2023) fue una política, intelectual y académica mexicana. Como miembro del Partido Revolucionario Institucional (PRI) fue tres veces diputada federal, una vez senadora y titular, de 1989 a 1998 del Instituto Nacional de Estudios Históricos de las Revoluciones de México.

## Orígenes y familia

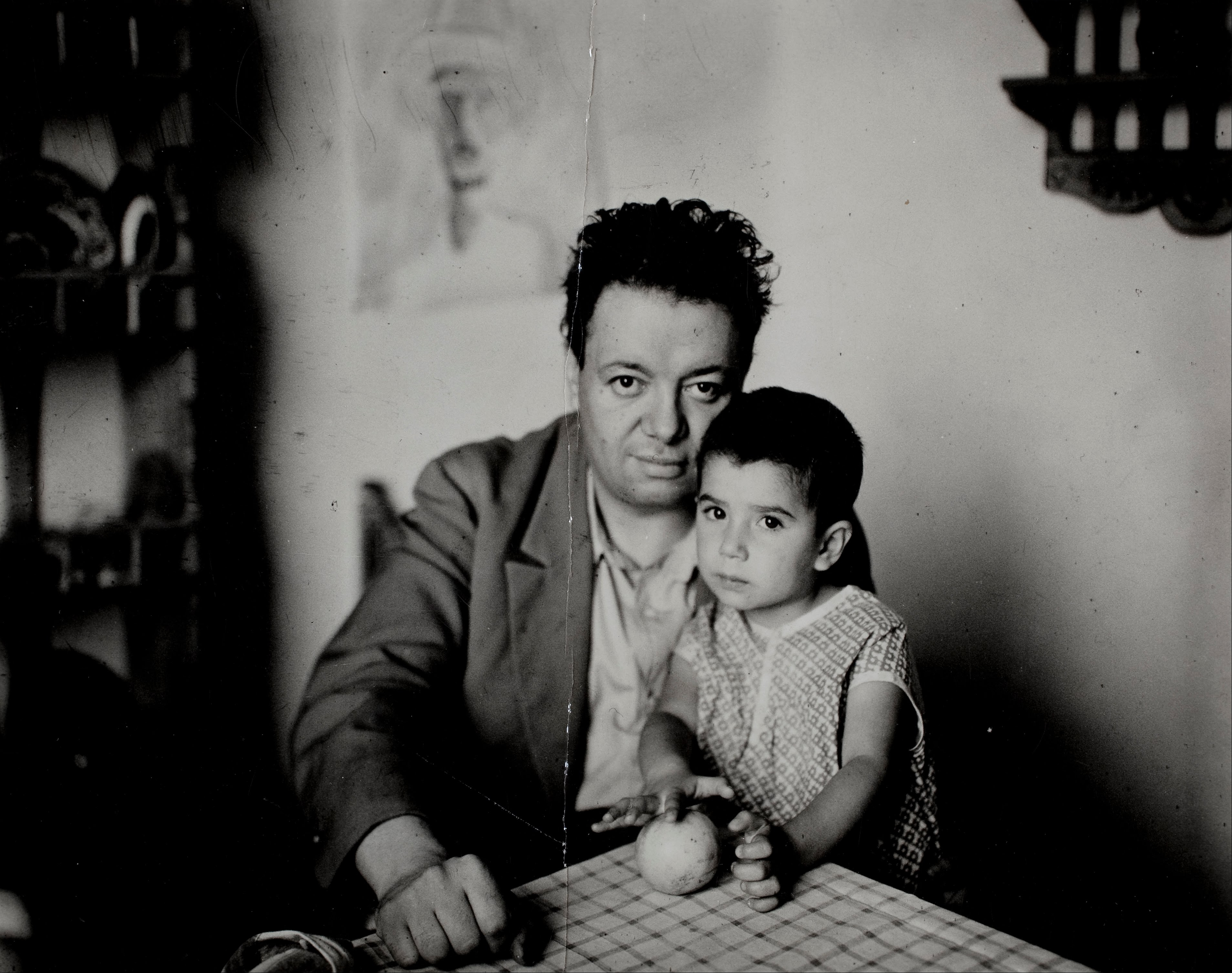
Guadalupe Rivera Marín en brazos de su padre, Diego Rivera, en 1927.

Guadalupe Rivera Marín nació en la Ciudad de México, siendo hija del célebre muralista mexicano Diego Rivera y su segunda esposa, la modelo y escritora Guadalupe «Lupe» Marín; del mismo matrimonio nació también su hermana, la arquitecta Ruth Rivera Marín.
Durante su adolescencia sostuvo un noviazgo con Luis Echeverría Álvarez, quien fue presidente de México de 1970 a 1976, y durante sus estudios universitarios con Juan Manuel Gómez Morín Torres —hijo de Manuel Gómez Morin—, con quien tuvo a su hijo Juan Pablo Gómez Morín Rivera en 1947, y relación que terminó debido a las diferencias políticas entre ambas familias; en 1952 tuvo a su segundo hijo, el cineasta Diego López Rivera.

## Estudios y carrera política
Hizo una licenciatura y un doctorado en Derecho por la Universidad Nacional Autónoma de México, obtuvo el doctorado con la tesis La propiedad territorial en la Colonia; con la que se hizo acreedora a mención honorífica; asimismo obtuvo el Premio Nacional de Economía por haber escrito su libro «El mercado de trabajo, relaciones obrero patronales».
Miembro del PRI desde 1960, fue elegida por primera ocasión diputada federal por el Distrito 22 del Distrito Federal a la XLV Legislatura de 1961 a 1964, y por segunda ocasión a la XLVII Legislatura de 1967 a 1970.
De 1979 a 1982 fue por tercera vez diputada federal, en esta ocasión por el Distrito 9 de Guanajuato a la LI Legislatura, al terminar, fue elegida senadora suplente en primera fórmula por Guanajuato para las Legislaturas LII y LIII, siendo senador propietario Agustín Téllez Cruces. El 26 de junio de 1984 el gobernador de Guanajuato Enrique Velasco Ibarra solicitó licencia para dejar el cargo, y el Congreso de Guanajuato nombró como sustituto a Téllez Cruces, quien en consecuencia tuvo que solicitar también licencia al senado el mismo día; debido a ella, Guadalupe Rivera fue llamada a asumir la senaduría, tomando protesta el siguiente 3 de septiembre y permaneciendo en ella hasta el final del periodo constitucional, el 31 de agosto de 1988.
Durante esta época, de 1986 a 1988 fue directora de El Colegio del Bajío, además fue miembro del Foro Nacional de Legisladores del PRI y miembro del consejo político de dicho partido. Además ocupó numerosos cargos administrativos, entre ellos fue directora de Crédito en la Secretaría de Hacienda y Crédito Público, embajadora de México ante la Organización de las Naciones Unidas para la Alimentación y la Agricultura (FAO) y encabezó el Programa de Integración de la Mujer al Desarrollo en el Consejo Nacional de Población.
En enero de 1989 fue nombrada vocal ejecutivo del Instituto Nacional de Estudios Históricos de las Revoluciones de México por el entonces secretario de Gobernación, Fernando Gutiérrez Barrios y permaneció en el cargo hasta 1998. Este año, el jefe de gobierno del Distrito Federal, Cuauhtémoc Cárdenas la nombró titular de la entonces Delegación Álvaro Obregón, permaneciendo en el cargo hasta 2000 en que lo entregó al primer jefe delegacional electo, Luis Eduardo Zuno Chavira.
Fue presidenta de la Fundación Diego Rivera hasta su fallecimiento el 15 de enero de 2023,